# Aeroportul Vilankulo
Aeroportul Vilankulo (IATA: VNX, ICAO: FQVL) este un aeroport din Vilanculos⁠(d), Provincia Inhambane, Mozambic ce deservește zona Vilankulo. A fost numit după zona deservită.
Situat la o altitudine de 12 m, aeroportul dispune de o singură pistă.